# Of Truth & Sacrifice
Of Truth & Sacrifice – dziewiąty album studyjny niemieckiej grupy muzycznej Heaven Shall Burn, wydany 20 marca 2020 w formie dwóch płyt nakładem Century Media.

## Lista utworów
| CD 1 – Of Truth 1. „March Of Retribution” – 1:22 2. „Thoughts And Prayers” – 4:58 3. „Eradicate” – 4:32 4. „Protector” – 5:27 5. „Übermacht” – 5:26 6. „My Heart And The Ocean” – 5:51 7. „Expatriate” – 8:53 8. „What War Means” – 5:31 9. „Terminate The Unconcern” – 4:42 10. „The Ashes Of My Enemies” – 2:03 |  | CD 2 – Of Sacrifice 1. „Children Of A Lesser God” – 6:36 2. „La Résistance” – 5:07 3. „The Sorrows Of Victory” – 8:25 4. „Stateless" – 3:49 5. „Tirpitz” – 5:55 6. „Truther” – 2:42 7. „Critical Mass” – 3:36 8. „Eagles Among Vultures” – 5:06 9. „Weakness Leaving My Heart” – 7:32 |

## Twórcy
Skład zespołu
- Marcus Bischoff – śpiew
- Maik Weichert – gitara elektryczna, teksty, koprodukcja
- Eric Bischoff – gitara basowa
- Christian Bass – perkusja
- Alexander Dietz – gitara elektryczna, nagrywanie, producent muzyczny, inżynier dźwięku

Udział innych
- Patrick Schleitzer (były gitarzysta Heaven Shall Burn, 1996–2005) – śpiew w utworach „Thoughts And Prayers”, „Eagles Among Vultures”
- Ralf Klein (Macbeth) – gitara w utworach „Eradicate”, „Critical Mass”
- Matthias Voigt (były perkusista Heaven Shall Burn, 1996–2013) – śpiew w utworze „Protector”
- Benjamin Mahnert – śpiew w utworze „Protector”
- Caroline Thorendal – śpiew w utworze „Übermacht”
- Andreas Dörner (Caliban) – śpiew w utworze „Terminate The Unconcern”
- Florian Valentin Schäfer (Noyce, Silence Gift) – głos w utworze „Terminate The Unconcern”
- Raffaella Tolicetti – śpiew w utworze „La Résistance”
- Patrick W. Engel – chór, gitara w utworze „The Sorrows Of Victory”, miksowanie, mastering wersji winylowej
- Chris Harms (Lord Of The Lost, UnterART) – śpiew w utworze „The Sorrows Of Victory”
- Martin Miller – gitara w utworze „The Sorrows Of Victory”
- Adam Jurist – głos w utworze „Tirpitz”
- Katharina Radig – głos w utworze „Tirpitz”
- Matthias „Matti” Tarnath (Nasty) – śpiew w utworze „Critical Mass”[13]
- Sven Helbig – aranżacje
- Wilhelm Keitel – dyrygent
- Dmitrij Korszakiewicz, Siergiej Czajka – inżynieria (orkiestra)
- Eike Freese – mastering
- Tue Madsen – miksowanie
- Symphonic Orchestra Of The Belteleradiocompany
- Eliran Kantor – obraz na okładce[14]
- Patrick Wittstock – grafika we wkładce do płyty, rysunki
- Carsten Drescher – układ, projekt

## Opis
- Zespół postanowił dać sobie dwuletnią przerwę, podczas której miała powstać treść płyty[15][16][17]. Zdecydowano, że z uwagi na dłuższą pauzę powstanie album podwójny[18].
- Maik Weichert przyznał się do inspiracji środowiskiem naturalnym Turyngii (w której zamieszkują członkowie HSB), głównie lasami[16]. Jak przyznał ten gitarzysta, członkowie grupy zdecydowali się na dwupłytowy album, gdyż podczas pracy w studio muzycy stworzyli sporo materiału i według nich jeden krążek nie byłby wystarczająco dobry[16][13]. Według niego obszerniejszy materiał przynosi wiele niespodzianek i eksperymentów[13][19]. Ponadto było to uczciwe wobec fanów, którzy musieli czekać na kolejny album 4 lata[13].
- Album został nagrany w Chemical Burn Studios w Bad Kösen, zmasterowany w Chameleon Studio oraz w Temple Of Disharmony, zaś zmiksowany w Antfarm Studio w Århus. Fragmenty materiału zostały nagrane jesienią 2019 przez orkiestrę z udziałem dyrygenta Wilhelma Keitela w Bialiki Opiera (Bolszoj) w Mińsku (Białoruś)[13][17].
- Całość albumu została podzielona na dwie płyty, które noszą dwa osobne tytuły[15]. Pod względem muzycznym całość materiału nie stanowi powiązania konceptualnego[15]. Tym niemniej, na płycie Of Truth umieszczono utwory w typowym stylu grupy, a na płycie Of Sacrifice trafiły piosenki o charakterze bardziej eksperymentalnym[19]. Podział ustalono ze względu na teksty utworów, jako że pierwsza z płyt, zatytułowana Of Truth, nosi znamiona zapowiedzi walki oraz dodania otuchy[15][19], natomiast teksty piosenek na krążku pt. Of Sacrifice są bardziej liryczne i refleksyjne[15][19]. Sam tytuł dwupłytowego albumu oznacza współgranie słów „prawdy” oraz „gotowości do poświęcenia”[20][21]. Autor tekstów Maik Weichert przyznał, że w pierwszej kolejności miał na myśli dziennikarzy, którzy  poświęcają swoje życie za prawdę[20]. Według niego tytułowe słowa mogą odnosić się także do życia społecznego (np. gdy ludzie tworzą sobie alternatywne fakty i prawdy, aby móc dalej żyć, a także do kwestii rozumienia wartości życia ludzkiego (np. Afrykańczyków w porównaniu do innych)[20]. Utwory na płycie dotyczą różnej tematyki, tym niemniej kilka z nich porusza aktualną problematykę ochrony środowiska[22]. Tekst utworu „Eradicate” podejmuje temat holenderskiego ruchu oporu podczas II wojny światowej[22]. Inne liryki dotykają sprawy nauczycieli pracujących w Afryce i narażających swoje życie podczas wykonywania zawodu wobec zagrożenia ze strony organizacji Boko Haram[22][17]. Album zawiera kilka eksperymentów, np. tekst utworu „Übermacht” został napisany w języku niemieckim, albo wykorzystanie muzyki elektronicznej w piosence „La Résistance”[15]. Przesłanie tego utworu dotyczy filozofia Mikołaja z Kuzy[18].
- Tekst piosenki „Terminate The Unconcern” został poświęcony fanowi zespołu, którym był 26-letni Florian Schäfer[19]. Umierając został odwiedzony przez muzyków HSB, którzy nagrali jego swobodną wypowiedź, a później umieścili w utworze jemu dedykowanym[19]. W piosence gościnnie udzielił się także Andreas Dörner, wokalista formacji Caliban, której Florian Schäfer także był sympatykiem[19].
- Jeden z tekstów utworów Maik Weichert poświęcił swojemu przyjacielowi, który w 2017 jadąc rowerem zginął w zderzeniu z samochodem dostawczym[17].
- Tekst piosenki „Tirpitz” odnosi się do niemieckiego pancernika Tirpitz, zatopionego w 1941[18].
- W piosence „Stateless” przywołano problem bezpaństwowości i bezdomności cy rozumienia ojczyzny[18].

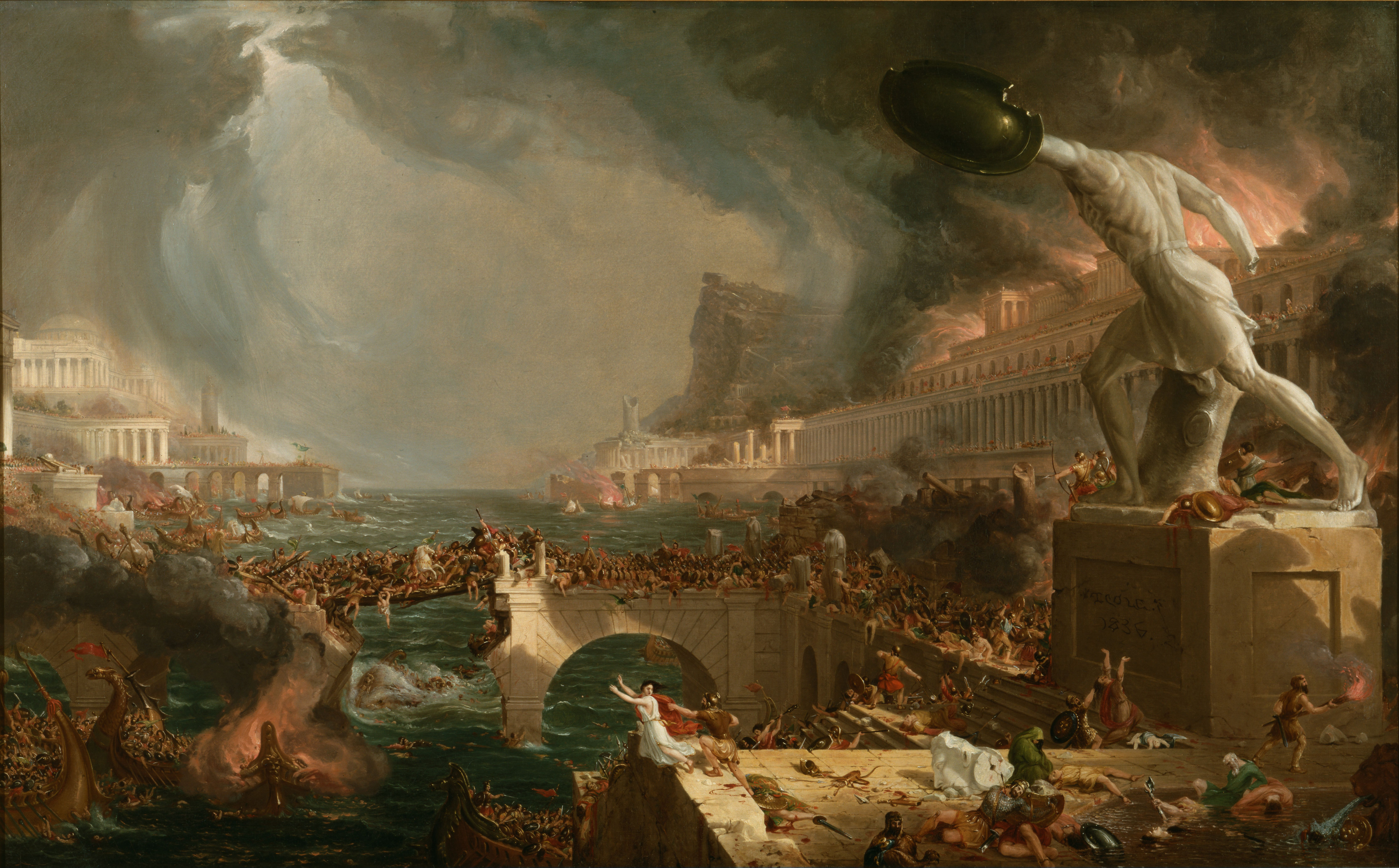
Obraz Rozpad Thomasa Cole’a, wykorzystany na okładce singla „Protector”

- Album był promowany przez single: „Protector”[19][23], „Weakness Leaving My Heart” (oba z 10 stycznia 2020)[24][25] oraz „Eradicate” (11 marca 2020)[26]. Na okładce singla „Protector” został wykorzystany obraz Thomasa Cole’a pt. Rozpad z 1836, zawarty w cyklu malarza pt. Dzieje imperium[19]. Tenże obraz został wcześniej wykorzystany przez zespoły: niemiecki Goat Explosion i amerykański Exxplorer, na ich wydawnictwach[19].
- Wydawnictwo zostało przygotowane do dystrybucji w różnych wersjach[27][13]. W jednej z wersji do albumu został dołączony dodatek DVD stanowiący film dokumentalny opisujący Heaven Shall Burn, zatytułowany Mein grünes Herz in dunklen Zeiten, który miał premierę 19 lutego 2020 (reżyseria Ingo Schmoll)[28][29][30]. Dokument powstawał przez prawie rok filmowania działalności grupy[13].
- Zostały zrealizowane teledyski do utworów: „Protector/Weakness Leaving My Heart” – dwa utwory łącznie (reż. Philipp Hirsch)[31], „My Heart And The Ocean”[32], „Eradicate” (prod. Ramon Film Production, reż. Isaac Nabwana z Ugandy[19])[33], „Übermacht” (reż. Philipp Hirsch)[34]. Obraz do „My Heart And The Ocean” stanowił wsparcie organizacji Sea Shepherd Conservation Society[35]. Wideoklip pt. „Protector/Weakness Leaving My Heart” był połączonym teledyskiem do dwóch piosenek[16].
- Na dni w okresie od 13 do 22 marca 2020 zespół planował trasę po Niemczech promującą album[36]. Wskutek pandemii COVID-19 trasa nie doszła do skutku[15].

## Odbiór
Album dotarł do miejsc na listach sprzedaży: 1 w Niemczech, 4 w Austrii, 6 w Szwajcarii.